# Alyutor
L'Alyutor o l'Alutor és un llenguatge de Rússia que pertany a la branca de Txucotca de les llengües txukotkokamtxatkianes.

## Situació sociolingüística
Els Alutor són els habitants indígenes de la part nord de la península de Kamtxatka. La llengua no està escrita i és moribunda; als anys 70, els residents del poble principal dels Alutor, Vivenka, de menys de 25 anys no sabien l'idioma. En els darrers anys, l'escola del poble de Vivenka ha començat a ensenyar l'idioma. Fins a 1958, la llengua es considerava el dialecte "poblat" (assentat) de la llengua coriac, però no és intel·ligible amb les varietats tradicionalment nòmades del coriac. L'autònim [ˈnəməlʔən] significa "vilatà".

## Ortografia
| А а | Б б | В в | В' в' | Г г | Г' г' | Ғ ғ | Д д |
| Е е | Ә ә | Ё ё | Ж ж   | З з | И и   | Й й | К к |
| Ӄ ӄ | Л л | М м | Н н   | Ӈ ӈ | О о   | П п | Р р |
| С с | Т т | У у | Ф ф   | Х х | Ц ц   | Ч ч | Ш ш |
| Щ щ | Ъ ъ | Ы ы | Ь ь   | Э э | Ю ю   | Я я |     |

## Tipologia
L'Alyutor és un llenguatge polisintètic.
| ŋan (.ina)                                                   |  | ulʲlʲaʔu.tku = ʔuttə-k                   |  | na-n.illitə-tkə-ni-na ...             |
| que + 3PL                                                    |  | caminar.entre.fustes.emmascarat= pal-LOC |  | BAIX. UN-penja-IPF-3. SG. A + 3P-3PL. |
| "Aquelles coses d'un pal, que porten màscares, penjades ..." |  |                                          |  |                                       |

La morfologia és aglutinant, amb sufixos i prefixos extensos.
| qəlʲippə                                    |  | tətu-kki                   |  | ɣeqə⟩masla⟨ta            |  | n-ə-mal-qin. |
| pa+NOM+SG                                   |  | Menjat.amb.alguna cosa-CVB |  | ASSOC⟩mantega⟨de l'ASSOC |  | Bo           |
| 'Pa (menjat) amb la mantega és excel·lent.' |  |                            |  |                          |  |              |

L'estructura d'argument és ergative.
| ən-an(nə)                   |  | ɣəmmə  |  | ina-ɣal-i.                 |
| Ell-ERG                     |  | jo+ABS |  | 1SG.P-Caminar.desprès-3SG. |
| 'Va caminar desprès de jo.' |  |        |  |                            |

L'ordre de les paraules és variable i és difícil dir quina tipologia és bàsica. Els ordres absolutius verbals AVO i VAO són potser els més comuns.
| tita·qa                                              |  | qutkinʲnʲaqu-nak |  | maŋ.ki·ʔana   |  | ɣa>laʔ<ulin         |  | ʔənnə-ʔən.    |
| un cop                                               |  | (nom) -ERG + SG  |  | en algun lloc |  | RES>veure<RES+ 3SG. |  | peix ABS + SG |
| "Un cop Qutkinnyaqu va veure un peix en algun lloc". |  |                  |  |               |  |                     |  |               |

| ɣa>nvə<lin                        |  | qutkinʲnʲaqu-nak |  | təlɣə-lŋən   |  | ŋan.tiŋ. |
| RES>ficar<+3SG.                   |  | (nom)-ERG+ SG    |  | dit ABS + SG |  | allà     |
| "Qutkinnyaqu hi va ficar el dit". |  |                  |  |              |  |          |

## Fonologia

### Vocals
L'alyutor té sis vocals, cinc de les quals poden ser llargues o curtes. La vocal neutra /ə/ no pot ser llarga.
|         | Davant | Central | Darrera |
| ------- | ------ | ------- | ------- |
| Tancada | i iː   |         | u uː    |
| Mitjana | e eː   | ə       | o oː    |
| Oberta  |        | a aː    |         |

### Consonants
Hi ha 18 consonants al Alyutor.
|            | Bilabial | Labio- dental | Alveolar      | Alveolar | Paladal | Velar | Uvular | Faríngia | Glotal |
| plana      | Bilabial | Labio- dental | paladalitzada |          | Paladal | Velar | Uvular | Faríngia | Glotal |
| ---------- | -------- | ------------- | ------------- | -------- | ------- | ----- | ------ | -------- | ------ |
| Plosiva    | p        |               | t             |          |         | k     | q      |          | ʔ      |
| Fricativa  |          | v             | s             |          |         | ɣ     |        | ʕ        |        |
| Nasal      | m        |               | n             | nʲ       |         | ŋ     |        |          |        |
| Aproximant | w        |               | l             | lʲ       | j       |       |        |          |        |
| Trilar     |          |               | r             |          |         |       |        |          |        |

### Accentuació
L'accentuació es troba generalment a la segona síl·laba de la paraula. Tot i això, no pot recaure sobre una síl·laba oberta que contingui la vocal neutra ni sobre l'última síl·laba, de manera que en paraules de dues síl·labes l'accent es transfereix a la primera síl·laba, sempre que aquesta síl·laba no estigui oberta o contingui la vocal neutra. En els casos en què es tracta d'una síl·laba oberta que conté la vocal neutra, s'afegeix una tercera síl·laba al final de la paraula i la segona síl·laba s'accentua.
Per exemple /ˈmə.tan/ -> /məˈtan.nə/ 'mosquit'
Exemples: /ˈmi.məl/ "aigua", /qə.ˈla.vul/"'marit", /pə.ˈla.kəl.ŋən/ "un mukluk (bota)", /ˈta.wə.ja.tək/ "per a donar menjar' /ˈɣəl.ɣən/ "pell".

### Estructura de la síl·laba
Totes les síl·labes de l'Alyutor comencen amb una sola consonant. Si la vocal és curta, inclosa una vocal neutra, també es poden tancar amb una sola consonant. No es permeten grups de consonants a la posició inicial o final de la paraula. La vocal neutra s'utilitza per frenar els clústers no permesos.
Alguns exemples són /ˈvi.tak/ "treballar", /ˈtil.mə.til/ "àguila", /ˈʔitʔən/ "parka (jaqueta)".
Els límits de les paraules de l'Alyutor sempre coincideixen amb els límits de les síl·labes.

## Morfologia
L'Alyutor té les següents tipus de paraula: substantius, adjectius, numerals, pronoms, verbs, participis, adverbis, preposicions, conjuncions i "partícules".

### Substantius
Els noms s'inclinen per número, cas, definició i persona gramatical.
Hi ha tres nombres gramaticals: singular, dual i plural.
Hi ha onze casos: absolutiu, ergatiu, locatiu, datiu, latiu, prolatiu, contractiu, causal, ecuatiu, comitatiu i associatiu.
El nombre i el cas s'expressen mitjançant un sol afix. S'utilitza un sufix per a tots els casos, excepte el comitatiu i l'associatiu, que s'expressen mitjançant circumfixos. Hi ha dues declinacions, impartides com a tres classes de substantius. La primera classe són noms no humans de la primera declinació. El nombre només es distingeix en el cas absolutiu, tot i que l'acord verbal pot distingir el nombre quan aquests substantius es troben en l'ergatiu. La segona classe són noms propis i termes de parentiu per als ancians. Són segona declinació i distingeixen el nombre en els casos ergatiu, locatiu i latiu, així com en l'absolutiu. La tercera classe són els altres noms humans; poden ser la primera o la segona declinació.
|            | 1a declinació            | 1a declinació            | 1a declinació            | 2a declinació            | 2a declinació            | 2a declinació            |
|            | sg.                      | du.                      | pl.                      | sg.                      | du.                      | pl.                      |
| ---------- | ------------------------ | ------------------------ | ------------------------ | ------------------------ | ------------------------ | ------------------------ |
| absolutiu  | (tija)                   | -t / -ti                 | -w / -wwi                | (tija)                   | -nti                     | -w / -wwi                |
| ergatiu    | -a / -ta                 | -a / -ta                 | -a / -ta                 | -ənak                    | -ətək                    | -ətək                    |
| locatiu    | -k / -ki                 | -k / -ki                 | -k / -ki                 | -ənak                    | -ətək                    | -ətək                    |
| datiu      | -ŋ                       | -ŋ                       | -ŋ                       | -ənaŋ                    | -ətək                    | -ətək                    |
| latiu      | -kəŋ                     | -kəŋ                     | -kəŋ                     | -                        | -                        | -                        |
| prolatiu   | -jpəŋ / -ɣəpəŋ (-e ~ -i) | -jpəŋ / -ɣəpəŋ (-e ~ -i) | -jpəŋ / -ɣəpəŋ (-e ~ -i) | -jpəŋ / -ɣəpəŋ (-e ~ -i) | -jpəŋ / -ɣəpəŋ (-e ~ -i) | -jpəŋ / -ɣəpəŋ (-e ~ -i) |
| contaciu   | -jit ~ -jita             | -jit ~ -jita             | -jit ~ -jita             | -jit ~ -jita             | -jit ~ -jita             | -jit ~ -jita             |
| causal     | -kjit ~ -kjita           | -kjit ~ -kjita           | -kjit ~ -kjita           | -kjit ~ -kjita           | -kjit ~ -kjita           | -kjit ~ -kjita           |
| equatiu    | -u / -nu                 | -u / -nu                 | -u / -nu                 | -u / -ənu                | -u / -ənu                | -u / -ənu                |
| comitatiu  | ɣa>...<a/ -ta            | ɣa>...<a/ -ta            | ɣa>...<a/ -ta            | awən>...<ma              | awən>...<ma              | awən>...<ma              |
| associatiu | ɣeqə>...<a/-ta           | ɣeqə>...<a/-ta           | ɣeqə>...<a/-ta           | -                        | -                        | -                        |

#### Rols de casos
- El cas absolutiu és la forma de citació d'un substantiu. S'utilitza per a l'argument ("subjecte") d'una clàusula intransitiva i l'objecte d'una clàusula transitiva, per a "possessius sintàctics", i per al vocatiu.
- L'ergatiu s'utilitza per a l'agent ("subjecte") d'un verb transitiu, com a cas instrumental i com a argument d'una clàusula antipassiva.
- El locatiu s'utilitza per a la posició i la direcció (casos essatius i latius), així com per a arguments que són llunyans.
- El datiu s'utilitza per a destinataris, benefactors, objectes direccionals (cas al·latiu) i subjectes de verbs experiencials.
- El latiu s'utilitza per avançar cap a un objectiu.
- El prolatiu s'utilitza per al moviment i el desplaçament. (casos perlatius i elatius)
- L'equatiu s'utilitza amb els significats "com a X", "com a X", generalment amb verbs com "esdevenir", "convertir-se en", "treballar com", etc.
- El contactiu s'utilitza per a objectes que fan contacte.
- El causant s'utilitza per a frases nominals que causen o motiven una acció.
- L'associatiu només es testifica en la declinació de substantius de la primera declinació, generalment inanimats.

#### Persona gramatical
Els sufixos gramaticals de primera i segona persona en substantius s'utilitzen per equiparar un substantiu amb els participants del discurs. Només apareixen en absolutiu, amb una j intervinguda en els noms acabats en vocal i una j en els noms acabats en consonant.
|            | sg.    | du.   | pl.   |
| ---------- | ------ | ----- | ----- |
| 1a persona | -j-ɣəm | -muri | -muru |
| 2a persona | -j-ɣət | -turi | -turu |

- ...ʡopta am-ʡujamtawilʔ-ə-muru "sí, som la gent".
- japlə=q ʡujamtawilʔ-iɣəm "i sóc un home".

### Nombres
L'alyutor té numerals simples per als números de l'u al cinc, deu i vint. La resta de nombres són compostos basats en aquests nombres.
| ənnan                   | Un                        |
| ŋitaq                   | Dos                       |
| ŋəruqqə                 | Tres                      |
| ŋəraqqə                 | Quatre                    |
| məlləŋin                | Cinc                      |
| ənnanməlləŋ             | Sis (un-cinc)             |
| ŋitaqməlləŋ             | Set (dos-cinc)            |
| ŋəruqməlləŋ             | Vuit (tres-cinc)          |
| ŋəraqməlləŋ             | Nou (quatre-cinc)         |
| mənɣətkin               | Deu                       |
| mənɣətək ənnan          | Onze                      |
| qəlikkə                 | Vint                      |
| qəlikək ənnan           | Vint un                   |
| ŋəraqmənɣətkin          | Quaranta (quatre desenes) |
| ŋəraqmənɣətkin ŋəraqqə  | Quaranta quatre           |
| ŋitaqməlləŋin mənɣətkin | Setanta (set desenes)     |
| mənɣətək mənɣətkin      | Cent (deu desenes)        |

### Verbs
Hi ha finit (conjugated) i verbs no finits. Hi ha diverses conjugacions.

#### Conjugació polipersonal
Els verbs finits coincideixen en persona i en nombre amb els seus arguments; l'acord es fa mitjançant prefixos i sufixos. Els verbs transitius concorden amb els dos arguments (ergatiu i absolutiu), mentre que els verbs intransitius coincideixen amb el seu únic argument (absolutiu).
Els verbs distingeixen dos aspectes: l'perfectiu i l'imperfectiu, mitjançant el sufix -tkə/-tkəni . Hi ha cinc estats d'ànim, indicatius, imperatius, optatius, potencials (marcats pel circumfix ta...(ŋ)) i conjuntius (prefix ʔ-/a-).
Els verbs distingeixen dos aspectes: l'perfectiu i l'imperfectiu, mitjançant el sufix -tkə/-tkəni . Hi ha cinc estats d'ànim, indicatius, imperatius, optatius, potencials (marcats pel circumfix ta...(ŋ)) i conjuntius (prefix ʔ-/a-).

#### Conjugació monopersonal
Els verbs monopersonals inclouen dues conjugacions, una amb la tercera persona del singular en ɣa-...-lin i l'altra en n-...-qin.

#### Conjugació impersonal
Per a les formes impersonal de conjugació s'inclouen el predicat verbal (format amb el circumfix a...ka) i l'imperatiu (format pel circumfix ɣa...a/ta). Formes no finites Les formes impersonals inclouen el predicat verbal amb el circumfix a...ka i l'imperatiu en ɣa...a/ta.

#### Formes no finites
Aquests inclouen l'infinitiu, supí, gerundi i participis.